# Terremoto de Java Occidental de 2022
El terremoto de Java Occidental de 2022 fue un terremoto de 5,6 que ocurrió el lunes 21 de noviembre de 2022 a las 13:21 hora local cerca de Cianjur en Java Occidental, Indonesia. Murieron 640 personas y 7.729 resultaron heridas. Más de 62.628 viviendas resultaron dañadas en 16 distritos de la Regencia de Cianjur y la región circundante. El terremoto se sintió con fuerza en Yakarta. Es el terremoto más mortífero que golpea a Indonesia desde el terremoto de Célebes de 2018. El daño evaluado después del evento le valió una intensidad máxima de Mercalli Modificado de VIII.

## Entorno tectónico
Java se encuentra cerca de un límite convergente activo que separa la placa Sunda al norte y la placa australiana al sur. En el límite, marcado por la fosa de Sunda, la placa australiana que se mueve hacia el norte se subduce debajo de la placa de Sunda. La zona de subducción es capaz de generar terremotos de hasta una magnitud de 8,7, mientras que la placa australiana también puede albergar terremotos más profundos dentro de la litosfera descendente (terremotos intraplaca) debajo de la costa de Java. La zona de subducción produjo dos terremotos y tsunamis destructivos en 2006 y 1994. Un terremoto intralosa en 2009 también causó una destrucción severa.

## Terremoto
Según la Agencia de Meteorología, Climatología y Geofísica (BMKG), el terremoto ocurrió a una profundidad de 11 km (6,8 millas), clasificándolo como un evento poco profundo. Tenía un mecanismo focal de deslizamiento de rumbo y está asociado con la actividad sísmica en la falla de Cimandiri o la falla de Padalarang, aunque la fuente exacta es indeterminada. La falla de Cimandiri tiene 100 km (62 millas) de largo y corre a lo largo del río . Se extiende desde la bahía de Palabuhanratu hasta la regencia de Cianjur. Es una falla de rumbo con una pequeña componente vertical a lo largo de la sección desde la bahía de Palabuhanratu hasta el sureste de Sukabumi. Junto con Lembang y Baribisfallas, estas estructuras pueden generar terremotos dañinos.
La intensidad de Mercalli modificada V-VI se sintió en Cianjur; mientras que en Garut y Sukabumi, IV-V. En Cimahi, Lembang, Bandung City, Cikalong Wetan, Rangkasbitung, Bogor y Bayah, el terremoto se sintió de III. Para el 22 de noviembre a las 06:00 horas, se registraron 117 réplicas con magnitudes de entre 1,8 y 4,2, ocurriendo a un ritmo decreciente en el tiempo.
El Servicio Geológico de Estados Unidos dice; el terremoto ocurrió a poca profundidad como resultado de fallas de rumbo dentro de la corteza de la placa de la sonda. Los mecanismos focales indican que la ruptura ocurrió en una falla de rumbo lateral derecho con buzamiento pronunciado hacia el norte, o en una falla de rumbo lateral izquierdo con giro pronunciado hacia el este. Su ubicación es de 260 km (160 millas) al noreste de la zona de subducción.
Se han registrado terremotos en Cianjur desde 1844. En 1910, 1912, 1958, 1982 y 2000, los terremotos causaron daños y víctimas en la zona.

## Damnificados
Al menos 268 personas murieron según la Agencia Nacional para la Contramedida de Desastres (BNPB): se identificaron con éxito 122 cuerpos de personas. El número de muertos fue informado erróneamente como 162 por el gobernador de Java Occidental, Ridwan Kamil, después de combinar informes orales no verificados de 100 muertes con la cifra oficial anterior de 62. La mayoría de las muertes fueron causadas por el derrumbe de edificios, la mayoría eran estudiantes de varias escuelas islámicas que perecieron cuando se derrumbó. Otras 1083 personas resultaron heridas y hasta 151 personas siguen desaparecidas, posiblemente enterradas bajo estructuras derrumbadas. Docenas de estudiantes resultaron heridos por la caída de escombros en sus escuelas. Es probable que aumente el número de víctimas, ya que las víctimas aún estaban enterradas bajo los escombros de los edificios y un área quedó obstruida por un deslizamiento de tierra, otras 58 362 personas fueron desplazadas.

## Daño
A pesar de la magnitud moderada del terremoto, su poca profundidad provocó fuertes sacudidas. La BNPB dijo que aún se está evaluando el alcance de los daños a viviendas y edificios, pero describió los daños como "enormes". Al menos 22 198 viviendas resultaron dañadas, incluidas 6570 viviendas que sufrieron graves daños. Al menos 2071 y 12 641 viviendas sufrieron daños moderados y leves, respectivamente. Un centro comercial se derrumbó. Dos edificios de oficinas gubernamentales, tres escuelas, un hospital, una instalación religiosa y un internado islámico resultaron dañados.
Los deslizamientos de tierra cortaron las carreteras, los cuerpos de cinco personas fueron encontrados bajo un deslizamiento de tierra en Cugenang (Cianjur). Un deslizamiento de tierra a lo largo de la carretera nacional Puncak-Cipanas-Cianjur obligó a desviar el tráfico. Árboles derribados, postes eléctricos arrancados y cables eléctricos caídos también ocurrieron a lo largo de las carreteras. Al menos 681 viviendas, seis escuelas y 10 edificios religiosos sufrieron daños en la regencia de Sukabumi. No se registraron muertes, pero 11 personas resultaron heridas y 58 familias fueron desplazadas. En el subdistrito de Caringin, Lebak Regency, dos escuelas y 89 casas sufrieron daños y una persona resultó herida. Cuarenta y seis casas resultaron dañadas en el subdistrito de Sukaraja, Bogor Regency.
El terremoto se sintió con fuerza en Yakarta, la capital de Indonesia, lo que provocó que los residentes salieran a las calles. Los edificios de gran altura se balancearon y fueron evacuados.

## Secuelas
El presidente Joko Widodo ordenó al ministro de Obras Públicas y Vivienda Pública (PUPR) —Basuki Hadimuljono— que inspeccionara los daños. El 21 de noviembre a las 21:45 el ministro Basuki llegó a la Regencia de Cianjur.
Los heridos fueron trasladados a los cuatro hospitales de los alrededores de Cianjur. Debido a la gran cantidad de heridos que llegaban al Hospital de Cianjur, se construyó un hospital de campaña en el estacionamiento. En el Hospital Cimacan, 237 personas recibieron tratamiento, 150 fueron dadas de alta y otras 13 fallecieron. El gobernador de Java Occidental —Ridwan Kamil— llamó al Equipo de Respuesta Rápida de Jabar para que respondiera. El equipo llegaría a las áreas de Cugenang, Warung Kondang y Pacet Cipanas de la regencia de Cianjur. La Asociación Médica de Indonesia movilizó a 200 médicos, mientras que la Agencia Nacional de Búsqueda y Rescate movilizó personal y equipo a cinco áreas afectadas. Se desplegaron equipos de búsqueda y rescate para localizar a los desaparecidos, los helicópteros realizaron reconocimientos aéreos y evacuaron a las personas.
Los sobrevivientes en Cianjur construyeron tiendas de campaña improvisadas en el espacio abierto o en sus patios. El 22 de noviembre un superviviente dijo que seguía siendo independiente, porque no había recibido asistencia. Por temor a las réplicas, los residentes no regresaron a sus hogares, en la aldea de Pamoyanan, distrito de Cianjur, 150 residentes pasaron la noche bajo un pabellón y otros dormían a lo largo de los caminos o debajo de los voladizos de las tiendas. La comida aún no estaba disponible en la mañana del 22 de noviembre.
El 22 de noviembre, el Ministerio de Asuntos Sociales instaló 1000 grandes tiendas de campaña en los siete distritos afectados, también se suministraron alimentos listos para el consumo y una cocina pública. Treinta y cinco miembros del personal, incluidos cinco profesionales de la salud de la Base de la Fuerza Aérea Husein Sastranegara visitaron el área afectada, la base también suministró alimentos, medicinas, electrodomésticos de cocina y logística. Más de 1000 soldados de unidades cercanas fueron enviados a la zona.
Según la BNPB, las viviendas que resultaron dañadas serán reconstruidas con resistencia sísmica. El Ministerio de Obras Públicas y Vivienda movilizó personal y equipo pesado para despejar árboles y escombros de deslizamientos de tierra en las carreteras. Se cortó la electricidad en el distrito de Cianjur y se desplegaron trabajadores de Perusahaan Listrik Negara (PLN) para restaurar la energía a 366 675 clientes después de que el terremoto afectara a 1957 subestaciones. Para la mañana del 22 de noviembre de 1802 subestaciones estaban funcionando y se restableció la electricidad en el 89 % del área.
El BMKG instó a los residentes a tener cuidado con las posibles inundaciones repentinas y lluvias debido a la inestabilidad de las laderas. El jefe de la agencia —Dwikorita Karnawati— dijo que, después del terremoto, los materiales en las laderas inestables pueden ser arrastrados, provocando inundaciones y deslizamientos de tierra. También se aconsejó a los residentes que no visitaran las laderas y las riberas de los ríos debido al riesgo de inundaciones repentinas.